# Smith Covered Bridge
Die Smith Covered Bridge ist eine historische, überdachte Straßenbrücke im Rush County, im US-Bundesstaat Indiana.
Sie befindet sich nordöstlich von Rushville auf der County Road 150 North. Die Brücke, die im Burr-Truss-Design gestaltet ist, überquert den Flatrock River.
Die Smith Brücke wurde 1877 von A.M. Kennedy & Sons errichtet. Die Wände sind holzverschalt, ein weiterer Baustoff ist Stein. Sie wurde 1996 saniert und ist für den Fahrzeugverkehr freigegeben. Die durchschnittliche Überfahrtzahl pro Tag beträgt 134 Fahrzeuge (Stand 2007). Ihre Gesamtspannweite liegt bei 35,7 Meter, die Gesamtlänge 36,9 Meter, die innere Breite 4,7 Meter und die Deckenhöhe beträgt 4,1 Meter.
Die Smith Covered Bridge wurde am 2. Februar 1983 vom National Register of Historic Places mit der Nummer 83000099 als historisches Denkmal aufgenommen.